# Santa Hermandad

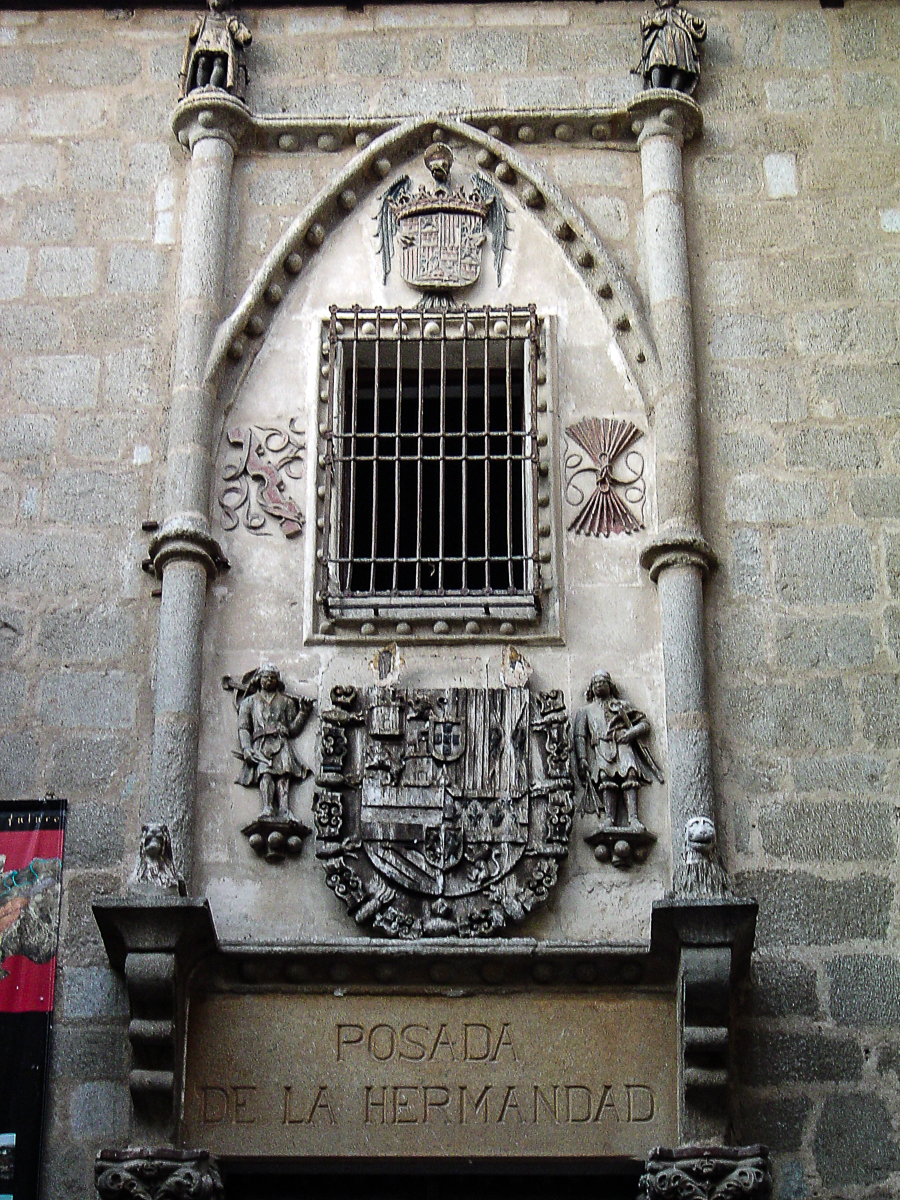
Pórtico de la fachada de la posada de la Santa Hermandad en Toledo (edificio del, fotografiado en 2014).

La Santa Hermandad fue una corporación compuesta por grupos de gente armada, pagados por los concejos municipales de la Corona de Castilla para perseguir a los criminales. Fue instituida por Isabel la Católica en las Cortes de Madrigal de 1476 (siglo XV), unificando las distintas Hermandades que habían existido desde el siglo XI en los reinos cristianos. Algunos estudios lo consideran el primer cuerpo policial de Europa sometido a cierta organización y administración gubernamental. Fue disuelta en el año 1834, en que por el Estamento de Próceres votado en Cortes fue decretada su extinción total, habiendo sido para entonces reemplazada por la Superintendencia General de Policía creada en 1824 como órgano director de la Policía General del Reino. En su conjunto, podrían ser consideradas como antecedentes de las Fuerzas y Cuerpos de Seguridad del Estado.

## Historia

### Precedentes
Las primeras hermandades tenían una organización similar a las cofradías, pero con la finalidad de establecer una fuerza armada para defender a los pueblos de los ataques de los nobles turbulentos y de los mercenarios sin trabajo y perseguir a los salteadores y a los bandidos que practicaban el abigeato. Fue el rey Alfonso VI de León, en el siglo XI, quien concedió los primeros privilegios, en los montes de la provincia de Toledo, para que se formasen tales hermandades y se dedicasen a la persecución y castigo de los malhechores, entre los cuales destacaron en especial los llamados "golfines" que merodeaban por aquellas comarcas.
En 1245, Fernando III el Santo creó hermandades policiales en lugares estratégicos para detener la delincuencia en los campos: Ciudad Real y Talavera de la Reina.
Se crearon hermandades en los distintos reinos cristianos; a excepción del Condado de Barcelona, donde se formó en su lugar y por la misma época el "somatén" o toque de apellido, trasunto del "ribat" o toque de rebato de los musulmanes. En Navarra recibió el nombre de "orde".
Un hecho que será trascendental en el nacimiento de esta organización sucede en 1300, cuando se unen en una federación los toledanos de los Montes con los talaveranos de la Jara, a la que se sumaron dos años más tarde los de la entonces llamada Villa Real (Ciudad Real). Se abrió así una etapa, donde la nueva institución resultante cobrará mayor efectividad al coordinar sus esfuerzos, aumentar el potencial humano y mejorar las estrategias de lucha contra el bandolerismo.
Enrique II de Castilla, entre 1369 y 1379, encargó la creación de hermandades para la seguridad de los campos en la Comarca de la Sisla, en la provincia de Toledo, y su asociación entre ellas. Uno de los municipios que participó en esto fue Sisla Mayor, en el actual municipio de Orgaz. Esta mancomunidad de municipios recibió el nombre de Hermandad de San Martín de la Montiña.

### Creación de la Santa Hermandad
En 1473 Enrique IV de Castilla autorizó a petición de los procuradores en Cortes la formación de la Hermandad nueva general de los reinos de Castilla y León, para asegurar el cumplimiento de la ley y perseguir la delincuencia en poblados y caminos. Sin embargo, esta primera Santa Hermandad Nueva se disolvió rápidamente, a la vez que el conflicto sucesorio a la muerte de Enrique agravó la situación de inseguridad en el reino. Por ello Alonso de Quintanilla, Contador Mayor de Cuentas, y Juan de Ortega, sacristán del rey, promovieron la formación de una nueva Santa Hermandad, entrando en contacto con las ciudades castellanas para que enviasen sus representantes a Dueñas, donde en marzo de 1476 se celebró la reunión que elaboró el proyecto general, presentado poco después a los reyes Isabel I de Castilla y Fernando II de Aragón en las Cortes de Madrigal. Sobre la base preexistente de las Hermandades que habían levantado algunas ciudades, el 19 de abril de 1476 los reyes aprobaron el Ordenamiento de Madrigal elaborado por su Consejo Real por el que se regulaba la creación de la Santa Hermandad para proteger el comercio, pacificar el difícil tránsito por los caminos y perseguir el bandolerismo. Además, como milicia desempeñaría un importante papel en la guerra de Granada pero tendría una vida corta, pues desde 1498 quedó reducida de nuevo a niveles locales, conforme a los deseos de las ciudades.
Esta institución ha sido entendida como un instrumento que busca garantizar el orden público, así como el embrión de un ejército regular y especializado, sobre todo a partir de 1480. Su principal función consistía en juzgar y castigar los delitos cometidos a cielo abierto, fuera de los pueblos y ciudades.
Se creó inicialmente por un período de tres años, se territorializó su jurisdicción (cinco leguas a la redonda de cada localidad con más de treinta vecinos, ocho provincias), se organizó su tropa (un jinete por cada cien vecinos y un soldado por cada ciento cincuenta, agrupados en cuadrillas), se estipularon sus ámbitos de actuación legal (robos, crímenes, incendios, juicios sumarísimos con aplicación inmediata de la pena) y se le dotó de una estructura económica (la financiación por sisas), política y administrativa (el conjunto de delegados de las ocho provincias, León, Zamora, Salamanca, Valladolid, Palencia, Ávila, Burgos y Segovia, componía el Consejo de la Hermandad).
También se introdujo en la Corona de Aragón, con la idea de unificar instituciones entre Castilla y Aragón, aunque este intento fracasó. Estas ideas evolucionaron hacia las Guardias de Castilla.

### Contenido

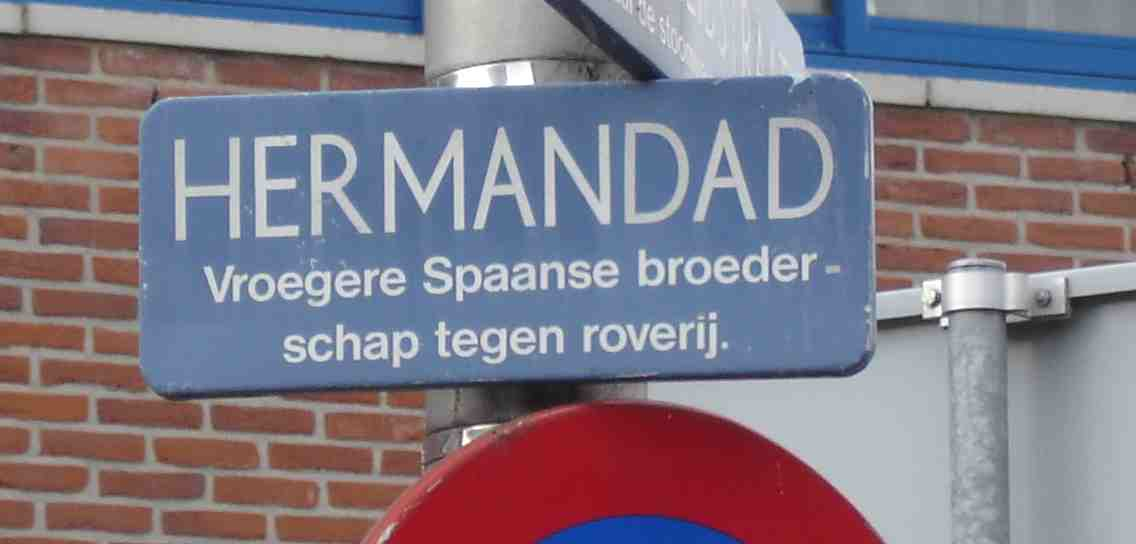
La calle donde está el puesto de policía de Enschede (Países Bajos) se llama Hermandad. En el cartel se puede leer Vroegere Spaanse broederschap tegen roverij, que significa «Antigua hermandad española contra el robo».

Según Hernando del Pulgar, los Reyes Católicos acordaron llamar a Cortes «para dar orden en aquellos robos e guerras que en el reino se facían» y, en otra parte, añadió que en las mismas Cortes fue jurada «la Princesa Doña Isabel por Princesa heredera de los reinos de Castilla e de León para después de los días de la Reina».
Evidentemente tales hechos estaban ligados; y, en sustancia, los capítulos de la Santa Hermandad aprobados por los Reyes Católicos en las Cortes de Madrigal de 1476 tenían también por objetivo preparar una milicia que pudiera fortalecer el poder real. La política que presidió la creación de esta fuerza militar permanente no pudo ser más hábil y discreta: limitar la jurisdicción de los alcaldes a pocos casos, someter los cuadrilleros a rigurosa disciplina, poniendo a su frente capitanes, y nombrar o hacer que fuese nombrado general de aquella milicia, siempre en pie de guerra, al Duque de Villahermosa, hermano bastardo de Fernando el Católico, eran medios seguros para encomendar a los concejos la persecución y el castigo de los malhechores evitando los inconvenientes y peligros de la licencia popular. La unidad del cuerpo y la concentración del mando convirtieron a la Santa Hermandad en un auxiliar poderoso de la monarquía, porque los 2000 hombres de guerra que los concejos pagaban «estaban prestos para lo que el Rey o la Reina les mandasen».
Estos soldados se distinguían por su uniforme: un coleto, o chaleco de piel hasta la cintura y con unos faldones que no pasaban de la cadera. El coleto no tenía mangas y, por tanto, dejaba al descubierto las de la camisa, que eran verdes. Popularmente eran conocidos como cuadrilleros, porque iban en cuadrillas (cuatro soldados), o mangas verdes, porque el color verde de sus mangas los identificaba de inmediato.
Tras su aprobación en las Cortes de Madrigal y la celebración de juntas locales, el 1 de agosto de 1476 se celebró en Dueñas una junta general en la que quedó establecida su organización y funcionamiento. El territorio se dividía en ocho provincias (Burgos, Salamanca, Palencia, Valladolid, León, Segovia, Ávila y Zamora), siendo obligatoria la pertenencia a ella. Para su financiación se creaba un impuesto que gravaba todas las ventas excepto la carne. Además se creaba una junta permanente, el Consejo de la Hermandad, al que pertenecían un procurador por cada una de las provincias, que podían cambiar, y cuatro cargos inamovibles nombrados por los reyes: presidente, cargo para el que fue nombrado Lope de Ribas, obispo de Cartagena, tesorero o contador, que recayó en Alonso de Quintanilla, provisor, Juan de Ortega, y capitán general, para el que fue designado Alfonso de Aragón, hermanastro del rey. Hacia 1480 la «tesorería» de la Santa Hermandad, encargada de cobrar las contribuciones, fue encomendada a arrendadores externos, confiada primero a Pedro González de Madrid, que posteriormente fue sustituido por el destacado financiero judío Abraham Senior (el 15 de agosto de 1488). La compañía de arrendadores de Senior formada para esa ocasión estaba compuesta también por su yerno Meir Melamed (Mayr Malamed) y por Luis de Alcalá, regidor de Madrid, que se obligó en nombre de todos ellos.
La Santa Hermandad aparece en el capítulo 45 de Don Quijote de la Mancha (1605), de Miguel de Cervantes.

### Declive

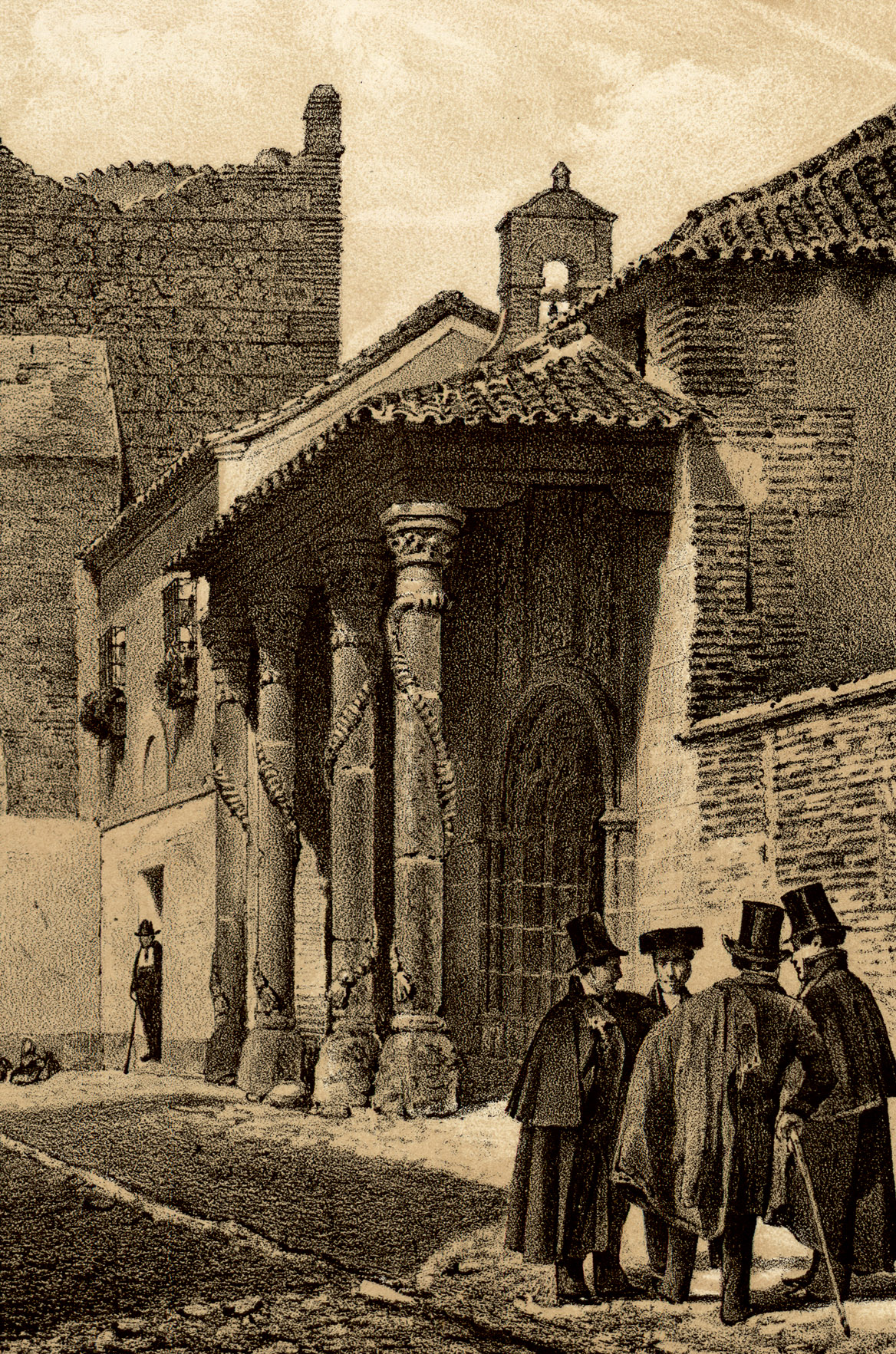
Antigua cárcel de la Santa Hermandad en Talavera de la Reina

Esta especie de policía rural fue muy eficaz en sus primeras épocas, infligiendo castigos muy severos y favoreciendo la autoridad central de la realeza al hacer que la nobleza perdiera gran parte de su inmenso poder e influencia. No obstante, algunos autores afirman que posteriormente cedió en disciplina y eficacia debido fundamentalmente a las siguientes causas: resultar escasa para Ejército permanente y sin embargo excesiva para cuerpo de seguridad; suponer una considerable carga para los pueblos que debían pagarla; y el emplear cada vez más frecuentemente al Ejército regular en misiones de orden público. Se dice, por ejemplo, que los mangas verdes no llegaban nunca a tiempo, que los crímenes quedaban impunes o que los propios aldeanos se las componían para dar solución a sus problemas, de modo que cuando aparecían, su labor era innecesaria. Por esta razón, se supone, el pueblo acuñó la expresión «¡A buenas horas, mangas verdes!» como símbolo de inoperancia, tardanza o inutilidad.
La Santa Hermandad fue entrando en declive poco a poco, hasta que en 1834 fue votada una Ley en las Cortes por la que se ordenaba su desaparición total.